# Engjëll Berisha
Engjëll Berisha, även känt som Befre, född 1926 i Peja i Kosovo i Serbernas, kroaternas och slovenernas kungarike, död den 15 september 2010 i Pristina i Kosovo, var en albansk konstnär.
Han utexaminerades från Belgrads universitet 1954. Han var medlem i Kosovos akademi för de sköna konsterna. En samling av hans konst pryder Kosovos nationalbibliotek.

### Fotnoter
1. 1 2 3  Elsie, Robert (2004). Historical dictionary of Kosova. Scarecrow Press. sid. 25. ISBN 0-8108-5309-4. http://books.google.com/books?id=Fnbw1wsacSAC